# Supercoppa d'Austria (calcio femminile)
La ÖFB-Ladies-Supercup era una competizione calcistica femminile in cui si affrontavano in una gara unica i campioni d'Austria e i vincitori della ÖFB-Ladies-Cup. Inaugurata nel 2001, si svolse per quattro anni prima di essere soppressa insieme all'equivalente maschile della manifestazione.
La partita veniva disputata subito prima della gara valida per la ÖFB-Supercup, nello stesso impianto. Questa manifestazione era organizzata dalla ÖFB.

## Albo d'oro
| Edizione | Vincitore (volta)      | Data | Campione d'Austria | Vincitore o finalista della Coppa d'Austria | Risultato     | Sede                                     |
| -------- | ---------------------- | ---- | ------------------ | ------------------------------------------- | ------------- | ---------------------------------------- |
| 2001     | Union Kleinmünchen (1) | 2001 | Landhaus Vienna    | Union Kleinmünchen                          | 0-1           | Innsbruck, Tirol Milch Stadion am Tivoli |
| 2002     | Landhaus Vienna (1)    | 2001 | Innsbrucker AC     | Landhaus Vienna                             | 3-6           | Graz, Arnold Schwarzenegger-Stadion      |
| 2003     | Neulengbach (1)        | 2001 | Neulengbach        | Union Kleinmünchen                          | 5-0           | Vienna, Franz Horr Stadion               |
| 2004     | Neulengbach (2)        | 2001 | Neulengbach        | Landhaus Vienna                             | 2-2 (7-5 dtr) | Graz, Arnold Schwarzenegger-Stadion      |

## Vittorie per club
| Club               | Vittorie | Sconfitte | Anni vittorie |
| ------------------ | -------- | --------- | ------------- |
| Neulengbach        | 2        | -         | 2003, 2004    |
| Landhaus Vienna    | 1        | 2         | 2002          |
| Union Kleinmünchen | 1        | 1         | 2001          |
| Innsbrucker AC     | -        | 1         | -             |